# 福劳附近沙亨
福劳附近沙亨是奥地利施蒂利亚州哈特贝格县的一个市镇。总面积19.05平方公里，总人口1229人，人口密度64.5人/平方公里（2005年）。